# ОШ „Ђура Јакшић” Чуруг
ОШ „Ђура Јакшић” једна jе од основних школа на подручју општине Жабаљ, у Чуругу, у Јужнобачком округу.

## Историјат
Почетак институционалног образовања у Чуругу је почео почетком 18. столећа. Година 1730. се узима за почетак образовања у Чуругу. Историјска грађа о ранијем историјском периоду је уништена током пожара у архиви. Током 1851—1852. у центру села је изграђена школска зграда, данас позната као стара школа. Педесетих година двадесетог века број ученика се стално повећавао услед велике миграције породица из западне и централне Босне и Херцеговине. Школске 1959—1960. број ученика је износио 1477. Због већег броја ђака школске 1960—1961. ОШ „Ђура Јакшић” је подељена на два дела. У ову школу су ишла деца из једне половине села, а из друге у новоосновану школу „Светозар Марковић Тоза”. Новоизграђена савремена школска зграда је отворена 22. октобра 1967. У холу школе су постављена бакарне плоче са именима страдалих Чуружана за време рације 1942. године. Почетком седамдесетих година је школа имала 1332 ђака. Од 1971. године у школи започиње и рад одељења за децу ометену у развоју у сарадњи са ШОСО „Милан Петровић” Нови Сад. Током 1980. школи је уручен Орден заслуга за народ са сребрним венцем, као и одликовања Председништва СФРЈ заслужним радницима. Седамдесетих година 20. века у школи је радило одељење Учитељске академије из Суботице у коме се образовало око сто учитеља из општина Жабаљ, Тител и Бечеј. Свршени студенти су добијали звање наставник разредне наставе.